# First Sea Lord
Le First Sea Lord est le commandant général de la Royal Navy et de tous les services de la marine britannique. Il détient aussi le titre de chef d'état-major de la Marine (Chief of Naval Staff, CNS). Il est membre du Comité des chefs d'État-Major (Chiefs of Staff Committee) et de l'Admiralty Board (conseil d'administration de la marine). Il était auparavant appelé First Naval Lord (Premier Lord de la Marine).
Son navire-amiral est le HMS Victory, ancré à Portsmouth.
L'actuel First Sea Lord est l'amiral Ben Key (en), depuis le 8 novembre 2021.

## First Naval Lord (1828–1904)
| Rang                | Nom                                   | Image | Office                                | Notes | Référence |
| ------------------- | ------------------------------------- | ----- | ------------------------------------- | ----- | --------- |
| Vice Admiral        | George Cockburn                       |       | 19 septembre 1828 – 25 novembre 1830  |       | [ 1 ]     |
| Contre-amiral       | Thomas Hardy                          |       | 25 novembre 1830 – 1er août 1834      |       | [ 1 ]     |
| Contre-amiral       | George Dundas                         |       | 1er août 1834 – 1er novembre 1834     |       | [ 1 ]     |
| Contre-amiral       | Charles Adam                          |       | 1er novembre 1834 – 23 décembre 1834  |       | [ 1 ]     |
| Vice-amiral         | George Cockburn                       |       | 23 décembre 1834 – 25 avril 1835      |       | [ 1 ]     |
| Vice-amiral         | Charles Adam                          |       | 25 avril 1835 – 8 septembre 1841      |       | [ 1 ]     |
| Amiral              | George Cockburn                       |       | 8 septembre 1841 – 13 juillet 1846    |       | [ 1 ]     |
| Vice-amiral         | William Parker                        |       | 13 juillet 1846 – 24 juillet 1846     |       | [ 1 ]     |
| Vice-amiral         | Charles Adam                          |       | 24 juillet 1846 – 20 juillet 1847     |       | [ 1 ]     |
| Contre-amiral       | James Dundas                          |       | 20 juillet 1847 – 13 février 1852     |       | [ 1 ]     |
| Contre-amiral       | Maurice Fitzhardinge Berkeley         |       | 13 février 1852 – 2 mars 1852         |       | [ 1 ]     |
| Vice-amiral         | Hyde Parker                           |       | 2 mars 1852 – 26 mai 1854             |       | [ 1 ]     |
| Vice-amiral         | Maurice Fitzhardinge Berkeley         |       | 26 mai 1854 – 24 novembre 1857        |       | [ 1 ]     |
| Vice-amiral         | Richard Saunders Dundas               |       | 24 novembre 1857 – 8 mars 1858        |       | [ 1 ]     |
| Vice-amiral         | William Martin                        |       | 8 mars 1858 – 28 juin 1859            |       | [ 1 ]     |
| Vice-amiral         | Richard Saunders Dundas               |       | 28 juin 1859 – 15 juin 1861           |       | [ 1 ]     |
| Amiral              | Frederick Grey                        |       | 15 juin 1861 – 13 juillet 1866        |       | [ 1 ]     |
| Vice-amiral         | Alexander Milne                       |       | 13 juillet 1866 – 18 décembre 1868    |       | [ 1 ]     |
| Amiral              | Sydney Dacres                         |       | 18 décembre 1868 – 27 novembre 1872   |       | [ 1 ]     |
| Amiral              | Alexander Milne                       |       | 27 novembre 1872 – 7 septembre 1876   |       | [ 2 ]     |
| Amiral              | Hastings Yelverton                    |       | 7 septembre 1876 – 5 novembre 1877    |       | [ 2 ]     |
| Amiral              | George Wellesley                      |       | 5 novembre 1877 – 12 août 1879        |       | [ 2 ]     |
| Amiral              | Astley Cooper Key                     |       | 12 août 1879 – 1er juillet 1885       |       | [ 2 ]     |
| Amiral              | Arthur Hood                           |       | 1er juillet 1885 – 15 février 1886    |       | [ 2 ]     |
| Amiral              | John Hay                              |       | 15 février 1886 – 9 août 1886         |       | [ 2 ]     |
| Amiral              | Arthur Hood (1er baron Hood d'Avalon) |       | 9 août 1886 – 24 octobre 1889         |       | [ 2 ]     |
| Amiral              | Richard Vesey Hamilton                |       | 24 octobre 1889 – 28 septembre 1891   |       | [ 2 ]     |
| Amiral              | Anthony Hoskins                       |       | 28 septembre 1891 – 1er novembre 1893 |       | [ 2 ]     |
| Amiral de la flotte | Frederick Richards                    |       | 1er novembre 1893 – 19 août 1899      |       | [ 2 ]     |
| Amiral de la flotte | Walter Kerr                           |       | 19 août 1899 – 21 octobre 1904        |       | [ 3 ]     |

## First Sea Lord (depuis 1904)
| Rang                | Nom                        | Image | Office                               | Référence |
| ------------------- | -------------------------- | ----- | ------------------------------------ | --------- |
| Amiral de la flotte | John Fisher                |       | 21 octobre 1904 – 25 janvier 1910    | [ 4 ]     |
| Amiral de la flotte | Arthur Wilson              |       | 25 janvier 1910 – 5 décembre 1911    | [ 5 ]     |
| Amiral              | Francis Bridgeman          |       | 5 décembre 1911 – 9 décembre 1912    | [ 6 ]     |
| Amiral              | Prince Louis de Battenberg |       | 9 décembre 1912 – 30 octobre 1914    | [ 7 ]     |
| Amiral de la flotte | John Fisher                |       | 30 octobre 1914 – 15 mai 1915        | [ 8 ]     |
| Amiral              | Henry Jackson              |       | 15 mai 1915 – 30 novembre 1916       | [ 9 ]     |
| Amiral de la flotte | John Jellicoe              |       | 30 novembre 1916 – 10 janvier 1918   | [ 10 ]    |
| Amiral de la flotte | Rosslyn Wemyss             |       | 10 janvier 1918 – 1er novembre 1919  | [ 11 ]    |
| Amiral de la flotte | David Beatty               |       | 1er novembre 1919 – 30 juillet 1927  | [ 12 ]    |
| Amiral de la flotte | Charles Madden             |       | 30 juillet 1927 – 30 juillet 1930    | [ 13 ]    |
| Amiral de la flotte | Frederick Field            |       | 30 juillet 1930 – 21 janvier 1933    | [ 14 ]    |
| Amiral de la flotte | Ernle Chatfield            |       | 21 janvier 1933 – 7 septembre 1938   | [ 15 ]    |
| Amiral de la flotte | Roger Backhouse            |       | 7 septembre 1938 – 12 juin 1939      | [ 16 ]    |
| Amiral de la flotte | Dudley Pound               |       | 12 juin 1939 – 15 octobre 1943       | [ 17 ]    |
| Amiral de la flotte | Andrew Cunningham          |       | 15 octobre 1943 – 24 mai 1946        | [ 18 ]    |
| Amiral de la flotte | John Cunningham            |       | 24 mai 1946 – 29 septembre 1948      | [ 19 ]    |
| Amiral de la flotte | Bruce Fraser               |       | 29 septembre 1948 – 20 décembre 1951 | [ 20 ]    |
| Amiral de la flotte | Rhoderick McGrigor         |       | 20 décembre 1951 – 18 avril 1955     | [ 21 ]    |
| Amiral de la flotte | Louis Mountbatten          |       | 18 avril 1955 – 19 octobre 1959      | [ 22 ]    |
| Amiral de la flotte | Charles Lambe              |       | 19 octobre 1959 – 23 mai 1960        | [ 23 ]    |
| Amiral de la flotte | Caspar John                |       | 23 mai 1960 – 7 août 1963            | [ 24 ]    |
| Amiral              | David Luce                 |       | 7 août 1963 – mars 1966              | [ 25 ]    |
| Amiral de la flotte | Varyl Begg                 |       | Mars 1966 – août 1968                | [ 26 ]    |
| Amiral de la flotte | Michael Le Fanu            |       | août 1968 – Juillet 1970             | [ 27 ]    |
| Amiral de la flotte | Peter Hill-Norton          |       | Juillet 1970 – Mars 1971             | [ 28 ]    |
| Amiral de la flotte | Michael Pollock            |       | Mars 1971 – Mars 1974                | [ 29 ]    |
| Amiral de la flotte | Edward Ashmore             |       | Mars 1974 – Mars 1977                | [ 30 ]    |
| Amiral de la flotte | Terence Lewin              |       | Mars 1977 – Juillet 1979             | [ 31 ]    |
| Amiral de la flotte | Henry Leach                |       | Juillet 1979 – Décembre 1982         | [ 32 ]    |
| Amiral de la flotte | John Fieldhouse            |       | Décembre 1982 – août 1985            | [ 33 ]    |
| Amiral de la flotte | William Staveley           |       | août 1985 – Mai 1989                 | [ 34 ]    |
| Amiral de la flotte | Julian Oswald              |       | Mai 1989 – Mars 1993                 | [ 35 ]    |
| Amiral de la flotte | Benjamin Bathurst          |       | Mars 1993 – Juillet 1995             | [ 36 ]    |
| Amiral              | Jock Slater                |       | Juillet 1995 – Octobre 1998          | [ 37 ]    |
| Amiral              | Michael Boyce              |       | Octobre 1998 – Janvier 2001          | [ 37 ]    |
| Amiral              | Nigel Essenhigh            |       | Janvier 2001 – Septembre 2002        | [ 38 ]    |
| Amiral              | Alan West                  |       | Septembre 2002 – Février 2006        | [ 37 ]    |
| Amiral              | Jonathon Band              |       | Février 2006 – Juillet 2009          | [ 37 ]    |
| Amiral              | Mark Stanhope              |       | Juillet 2009 – Avril 2013            | [ 37 ]    |
| Amiral              | George Zambellas           |       | Avril 2013 – Avril 2016              | [ 39 ]    |
| Amiral              | Philip Jones               |       | 8 avril 2016 – 7 juin 2019           | [ 40 ]    |
| Amiral              | Antony Radakin (en)        |       | 19 juin 2019 – 8 novembre 2021       | [ 41 ]    |
| Amiral              | Ben Key (en)               |       | 8 novembre 2021 – en cours           | [ 42 ]    |